# Vladimir Ugrekelidze
Vladimir Nestorovich Ugrekhelidze (cirílico:Владимир Несторович Угрехелидзе;georgiano:ვლადიმერ უგრეხელიძე) foi um basquetebolista georgiano que integrou a Seleção Soviética na conquista da Medalha de prata disputada nos XVII Jogos Olímpicos de Verão de 1960.